# Irina Petraș
Irina Petraș (n. 27 noiembrie 1947, Chirpăr, județul Sibiu) este critic literar, eseistă, traducătoare și editor român.

## Biografie
După absolvirea Liceului Teoretic din Agnita (1954-1965), urmează Facultatea de Filologie a Universității „Babeș-Bolyai” din Cluj (1965-1970). Devine, pentru o scurtă perioadă, profesoară de limba și literatura română la Liceul Pedagogic din Zalău, apoi la Liceul Teoretic din Agnita, iar din 1972 până în 1975 la Liceul „Ady-Șincai” din Cluj. În continuare este asistent universitar la cursurile pentru studenți străini de la Facultatea de Filologie din Cluj-Napoca, unde predă până în 1985. Își susține doctoratul în 1980 cu teza Camil Petrescu – prozatorul. Renunță la învățământ și se angajează ca bibliograf la Biblioteca Județeană „Octavian Goga” din același oraș. După 1989 se dedică activității editoriale, mai întâi la Editura Didactică și Pedagogică (1990-1999), iar apoi funcționează ca redactor-șef la Editura Casa Cărții de Știință din Cluj (1999-2012). În prezent este președinta Filialei Cluj a Uniunii Scriitorilor din România (din 2005). Debutează publicistic cu versuri în revista „Luminița” (1957), iar editorial cu volumul Proza lui Camil Petrescu (1981). Colaborează la revistele „Steaua”, „Tribuna”, „Transilvania”, „Echinox”, „Astra”, „Vatra”, „Ramuri”, „România literară”, „Ateneu”, „Tomis” „Orizont”, „Literatorul”, „Caiete critice”, „Contemporanul. Ideea europeană”, „Apostrof”, „Luceafărul”, „Discobolul”, „Caiete critice”, „Viața Românească” și în diferite volume colective și antologii.

## Volume publicate

### Eseuri, critică literară
- Proza lui Camil Petrescu, eseu, 1981;
- Un veac de nemurire: Mihai Eminescu, Veronica Micle, Ion Creangă, eseu, 1989;
- Ion Creangă, povestitorul, eseu, 1992; ediția a doua, 2004;
- Camil Petrescu – schițe pentru un portret, eseu, 1994;
- Știința morții, eseu, vol. I, II, 1995, 2001;
- Limba, stăpâna noastră. Încercare asupra feminității limbii române, eseu, 1999;
- Panorama criticii literare românești. Dicționar ilustrat (1950-2000), 2001;
- Feminitatea limbii române. Genosanalize, 2002;
- Cărțile deceniului 10, critică literară, 2003;
- Camil Petrescu. Schițe pentru un portret, eseu, 2003;
- Despre locuri și locuire, 2005;
- Despre feminitate, moarte și alte eternități, 2006;
- Teme și digresiuni, 2006;
- Cărți de ieri și de azi, 2007[3];
- Literatură română contemporană. O panoramă, 2008[4];
- Literatură română contemporană. Prelungiri, 2010;
- Locuirea cu stil, 2010;
- Moartea la purtător. Stări și cuvinte, eseu, 2012;
- Divagări (in)utile. Viață și literatură, eseu, 2012;
- Oglinda și drumul. Prozatori contemporani, 2013.
- Vitraliul și fereastra. Poeți români contemporani, 2015.
- De veghe între cărți. Scriitori contemporani, 2017
- Viața mea de noapte. Fragmente onirice, 2017
- Ochii minții. Eseuri cronici, divagări, 2020 (Premiul „Titu Maiorescu” al Academiei Române)
- Eminescu - începutul continuu, 2021
- Efectul de crepuscul. Eseuri, divagări, 2022

### Scrieri didactice
- Curente literare – dicționar-antologie, 1992;
- Figuri de stil – dicționar-antologie, 1992;
- Genuri și specii literare – dicționar-antologie, 1993;
- Literatură română contemporană – secțiuni, critică literară, 1994;
- Metrică și prozodie – dicționar-antologie, 1995;
- Teoria literaturii – dicționar-antologie, 1996; ed. a doua, revizuită, 2002; ed. a treia, 2008;
- Literatura română pentru gimnaziu și pentru examenul de capacitate, 1999;
- Fabrica de literatură urmată de mic dicționar de teorie literară și literatura lumii în repere cronologice, 2003;
- Mic îndreptar de scriere corectă, 2004.

### Publicistică
- Miezul lucrurilor. Convorbiri cu Alexandru Deșliu, 2006.

### Ediții
- Ion Brad, Rădăcinile cerului, 1989;
- Eminescu – album-antologie, 1997;
- Ioana Em. Petrescu, Modele cosmologice și viziune poetică, 1999, 2001;
- Radu Stanca, Turnul Babel. Teatru, 2001;
- Ion Creangă, Povești, povestiri, amintiri, 1999, 2001;
- Ioan Pavel Petraș, Cartea vieții, 2004.

### Volume colective (coautor)
- Camil Petrescu interpretat de..., 1984;
- Dicționarul scriitorilor români, coordonat de Mircea Zaciu, Marian Papahagi, Aurel Sasu, vol. II-IV, 1998-2002 ;
- Meridian Blaga, I-VIII, 2000-2008;
- Nicolae Balotă 75, 2000;
- Nicolae Breban 75, 2004;
- Cartea taților, 2004;
- Problema evreiască, 2006;
- Înapoi la lirism (coord. Aurel Pantea), 2006;
- Scriitorul și trupul său, 2007;
- Cartea cu bunici, 2007;
- Ion Ianoși 80, 2008;
- Antologia prozei scurte transilvane, 2010;
- Ion Pop 70, 2011;
- Ion Pop – șapte decenii de melancolie și literatură, 2011;
- Marea scriitorilor. De la Olimp la zidul Puterii, 2012.

### Volume colective apărute în străinătate
- Poetes roumains contemporains, antologie și prefață, Quebec, 2000; Marseille, 2000;
- Auteurs européens du premier XXe siècle, vol. 1-2, Bruxelles, 2002;
- Il romanzo rumeno contemporaneo (1989-2010). Teorie e proposte di lettura, a cura di Nicoleta Nesu, edizione italiana di Angela Tarantino, premessa di Luisa Valmarin, Roma, 2010.

### Traduceri
- Henry James, Povestiri cu fantome, 1991; Anatoli Râbakov, Copiii din Arbat, 1991; Marcel Moreau, Discurs contra piedicilor, 1993; Farmecul și groaza, 1994; Virgil Tănase, România mea, 1996; Poeți din Quebec, antologie, 1997; Sylvain Rivière, Locuri anume, 1997; Marcel Moreau, Artele viscerale, 1997; Marcel Moreau, Celebrarea femeii, 1998; Jacques de Decker, Roata cea mare, 1998; Jean-Luc Outers, Locul mortului, 1998; Michel Haar, Cântul pământului. Heidegger și temeiurile istoriei ființei, 1998; G. K. Chesterton, Orthodoxia sau dreapta credință, 1999 (ed. a II-a, 2002); Poeme. Cinci poeți portughezi (în colab.), 1999; Philip Roth, Animal pe moarte, 2001, 2006; Jean-Luc Outers, Compania apelor, 2002; Michel Lambert, A treia treaptă, 2003; Marcel Moreau, Extaz pentru o domniță româncă, 2004; Ștefan J. Fay/ Marcel Moreau, Epistolar, 2005; Phillipe Jones, Proze, 2005.
- A semnat traducerea pieselor Trainspotting, de Irvine Welsh, Adaptare, de Harry Gibson (cu pseudonimul Irina Ganea), Colonelul și păsările, de Hristo Boicev, și Frumoasa din pădurea adormită, scenariu de Marc Bogaerts, tradus în colab. cu Ursula Wittstock, toate pentru Teatrul Național „Lucian Blaga” din Cluj-Napoca.